# Deutzerhof
Das Weingut Deutzerhof liegt im oberen Teil des Ahrtals, in Mayschoss. Auf den 7 ha des Gutes werden pro Jahr rund 35.000 Flaschen Wein, hauptsächlich Rotwein, erzeugt. Das Weingut ist Mitglied im Verband Deutscher Prädikatsweingüter (kurz VDP).

## Geschichte
Die Winzerfamilie Cossmann wurde 1574 zum ersten Mal in einer Schuldenrolle der Burg zu Are erwähnt. Caspar und Catharina Cossmann waren die Begründer des Weingutes. Aus dieser Linie entstand das heutige Weingut Deutzerhof. 1952 entschloss sich der Nachfahre Alfred Cossmann seine Trauben nicht mehr an die Genossenschaft zu liefern, sondern seinen eigenen Wein zu keltern und zu vermarkten. 1977 heiratete seine Tochter Hella den Steuerfachmann Wolfgang Hehle, der als Quereinsteiger Gefallen an der Arbeit als Winzer fand und das Weingut fortentwickelte. 1980 wurde auf der Deutzerwiese ein neues Weingut errichtet, da das Stammhaus im Zentrum von Mayschoss für die Verarbeitung der Trauben und den Ausbau der Weine nicht mehr genügend Platz bot. Auf dem neuen Gelände stand bis 1826 eine Außenstelle des Klosters zu Deutz aus Köln. Mit dem Neubau kam es auch zu einem Namenswechsel: Aus dem Weingut Cossmann-Hehle wurde das Weingut Deutzerhof. 
Wolfgang Hehle starb im März 2013, drei Jahre nach dem Unfalltod seines Sohnes Johann. Seine Frau Hella führte gemeinsam mit dem Winzermeister und Sommelier Hans-Jörg Lüchau das Weingut fort. 2019 entschied Hella Hehle, sich aus dem Weingut zurückzuziehen und übergab am 2. Januar 2020 das Weingut an Jürgen Doetsch. Mit dem Team des Deutzerhof und dem Betriebsleiter Hans-Jörg Lüchau wurde das Weingut mit seiner Weinstilistik fortgeführt. 2021 wurde das Weingut um eine Vinothek erweitert. Der Neubau schließt direkt an das Haupthaus des Weingutes an und ergänzt den zweigeschossigen Turmbau aus dem Jahr 1995 um einen Gast- und Verkaufsraum. Der Deutzerhof blieb von der Flutkatastrophe am 14. Juli 2021 auf Grund seiner Entfernung zur Ahr weitgehend verschont.

## Besonderheiten
Der Deutzerhof ist im Besitz von sehr alten, teilweise noch wurzelechten Rebstöcken. In den Weinbergsparzellen des Deutzerhof findet sich eine, für die Steillagen der Ahr seit Jahrhunderten typische, heute jedoch sehr seltene, kleintraubige Spätburgundersorte namens „Kaasten“. Kaum irgendwo sind die Hänge so steil wie in dem engen Tal der Ahr. Vor Kaltlufteinbrüchen schützt die Reben der Wald oberhalb der Weinberge. Böden, Felsen und Weinbergsmauern aus dunklem Schiefer und Grauwacke speichern die Wärme der Sonne und geben sie nachts an die Reben ab. Durch diesen Nachtspeichereffekt können die späten Rebsorten wie Spätburgunder und Riesling meist voll ausreifen und bringen auserlesene Spitzenqualitäten an der Ahr hervor.

## Lagen
Der Deutzerhof bewirtschaftet sechs Hektar Rebfläche in den teils sehr steilen Weinbergen an der Ahr. Der Wein wird in insgesamt neun Lagen an der Ahr angebaut, die sich von Heimersheim im Osten bis nach Altenahr im Westen erstrecken:
- Altenahrer Eck
- Mayschosser Lacherberg
- Mayschosser Mönchberg
- Recher Herrenberg
- Dernauer Schieferlay
- Ahrweiler Daubhaus
- Neuenahrer Kirchtürmchen
- Neuenahrer Schieferlay
- Heimersheimer Landskrone

## Rebsorten und Vinifikation
Mit einem Anteil von 72 % werden die Rebsorten vom Spätburgunder angeführt. Es folgen bei den roten Sorten mit 10 % der Frühburgunder und mit je 1 % Portugieser, Dornfelder und Regent. Die restlichen 15 % der Rebanlagen entfallen auf die weißen Rebsorten Chardonnay und Riesling. Seit dem Jahrgang 2018 werden alle Weine des Weingutes gemäß der VDP.Klassifikation als VDP.Gutsweine, VDP.Ortsweine und VDP.Große Lagen angeboten.
Der Deutzerhof bewirtschaftet die Weinberge naturnah. Im Keller wird auf Spontanvergärung gesetzt, da die Trauben aus dem Weinberg genügend natürliche Hefen mitbringen. Die Rotweine werden nach der ersten Gärung im Barrique oder in großen Holzfässern schonend ausgebaut. Die Weine werden nicht geschönt und zum großen Teil unfiltriert auf die Flaschen gefüllt.